# Гійом Філластр
Гійом Філластр (Старший) (нар. 1348 р. в Ла Сюз, Менське графство, Франція; пом. у Римі 6 листопада 1428 р.) — французький кардинал, каноніст, гуманіст та географ.

## Життєпис
Отримавши звання доктора юриспруденції, Філастр викладав юриспруденцію в Реймсі, а в 1392 був призначений деканом столичного капітула. Під час Західного розколу Гілльом виявляв симпатії до Бенедикту XIII (Петру де Луна). Проте в 1409 він взяв участь у спробі примирення фракцій на Пізанському соборі. Антипапа Іоанн XXIII привласнив йому та його другові П'єр д'Айллі сан кардинала (1411), а в 1413 році він став архієпископом Екса. Філастр взяв дуже важливу участь у Констанцському соборі, де він та кардинал д'Айллі першими порушили питання про зречення суперників претендентів (лютий 1415 року). Він набув популярності завдяки безлічі юридичних питань, з яких виносив рішення. Папа Мартін V, у обранні якого він зіграв важливу роль, призначив його legatus a latere у Францію (1418), де той мав сприяти справі єдності церкви. На знак визнання його успішних зусиль у цій якості він був зроблений протоієреєм Латеранської базиліки. В 1421 він залишив престол Екса, а в 1422 був призначений на престол Сен-Пон-де-Том'єр. Він помер у Римі на вісімдесятому році життя, будучи кардиналом-священиком Сан-Марко.